# Canton de Saint-Amand-les-Eaux
Le canton de Saint-Amand-les-Eaux est une circonscription électorale française du département du Nord créée par le décret du 17 février 2014. Il tient lieu de circonscription d'élection des conseillers départementaux et entre en vigueur lors des élections départementales de 2015.

## Histoire
Un nouveau découpage territorial du département du Nord entre en vigueur à l'occasion des premières élections départementales suivant le décret du 17 février 2014. Les conseillers départementaux sont, à compter de ces élections, élus au scrutin majoritaire binominal mixte. Les électeurs de chaque canton élisent au Conseil départemental, nouvelle appellation du Conseil général, deux membres de sexe différent, qui se présentent en binôme de candidats. Les conseillers départementaux sont élus pour 6 ans au scrutin binominal majoritaire à deux tours, l'accès au second tour nécessitant 12,5 % des inscrits au 1er tour. En outre la totalité des conseillers départementaux est renouvelée. Ce nouveau mode de scrutin nécessite un redécoupage des cantons dont le nombre est divisé par deux avec arrondi à l'unité impaire supérieure si ce nombre n'est pas entier impair, assorti de conditions de seuils minimaux. Dans le Nord, le nombre de cantons passe ainsi de 79 à 41.
Le canton de Saint-Amand-les-Eaux est formé de 19 communes : les 10 communes entières de l'ancien canton de Saint-Amand-les-Eaux-Rive gauche ainsi que les 6 communes entières de l'ancien canton de Saint-Amand-les-Eaux-Rive droite, Saint-Amand-les-Eaux auparavant scindé entre ces deux cantons, et enfin Wallers (ancien canton de Valenciennes-Nord) et Hélesmes (ancien canton de Denain). Il est entièrement inclus dans l'arrondissement de Valenciennes. Le bureau centralisateur est situé à Saint-Amand-les-Eaux.

## Représentation
| Période élective | Période élective | Mandat | Mandat   | Identité         | Nuance | Nuance | Qualité |
| ---------------- | ---------------- | ------ | -------- | ---------------- | ------ | ------ | --- |
| 2015             | 2021             | 2015   | 2021     | Claudine Derœux  |        | PCF    | Professeur Maire-adjointe de Saint-Amand-les-Eaux |
| 2015             | 2021             | 2015   | 2021     | Éric Renaud      |        | PCF    | Ancien attaché parlementaire Maire-adjoint de Saint-Amand-les-Eaux Ancien Conseiller général du Canton de Saint-Amand-les-Eaux-Rive gauche (2008-2015) |
| 2021             | 2028             | 2021   | en cours | Claudine Deroeux |        | DVG    | Conseillère municipale de Saint-Amand-les-Eaux |
| 2021             | 2028             | 2021   | en cours | Éric Renaud      |        | DVG    | Conseiller municipal de Saint-Amand-les-Eaux |

### Résultats détaillés

#### Élections de mars 2015
À l'issue du 1er tour des élections départementales de 2015, deux binômes sont en ballottage : Domitille Bigand et Cédric Wolski (FN, 29,99 %) et Claudine Derœux et Éric Renaud (DVG, 23,44 %). Le taux de participation est de 45,89 % (20 644 votants sur 44 987 inscrits) contre 46,81 % au niveau départemental et 50,17 % au niveau national.
Au second tour, Claudine Derœux et Éric Renaud (DVG) sont élus avec 58,66 % des suffrages exprimés et un taux de participation de 44,35 % (10 792 voix pour 19 951 votants et 44 987 inscrits).
Éric Renaud et Claudine Deroeux ont quitté le PCF.

#### Élections de juin 2021
Le premier tour des élections départementales de 2021 est marqué par un très faible taux de participation (33,26 % au niveau national). Dans le canton de Saint-Amand-les-Eaux, ce taux de participation est de 31,68 % (14 170 votants sur 44 724 inscrits) contre 30,39 % au niveau départemental. À l'issue de ce premier tour, deux binômes sont en ballottage : Claudine Deroeux et Éric Renaud (DVG, 28,09 %) et Guillaume Florquin et Bérengère Maurisse (RN, 25,07 %).
Le second tour des élections est marqué une nouvelle fois par une abstention massive équivalente au premier tour. Les taux de participation sont de 34,36 % au niveau national, 31,01 % dans le département et 30,69 % dans le canton de Saint-Amand-les-Eaux. Claudine Deroeux et Éric Renaud (DVG) sont élus avec 67,76 % des suffrages exprimés (8 723 voix pour 13 730 votants et 44 736 inscrits),,.

## Composition
Le canton de Saint-Amand-les-Eaux comprend dix-neuf communes entières.
| Nom                                          | Code Insee | Intercommunalité          | Superficie (km2) | Population (dernière pop. légale) | Densité (hab./km2) | Modifier                                    |
| -------------------------------------------- | ---------- | ------------------------- | ---------------- | --------------------------------- | ------------------ | ------------------------------------------- |
| Saint-Amand-les-Eaux (bureau centralisateur) | 59526      | CA de la Porte du Hainaut | 33,81            | 16 042 (2022)                     | 474                | modifier les données · modifier les données |
| Bousignies                                   | 59100      | CA de la Porte du Hainaut | 3,14             | 344 (2022)                        | 110                | modifier les données · modifier les données |
| Brillon                                      | 59109      | CA de la Porte du Hainaut | 2,87             | 764 (2022)                        | 266                | modifier les données · modifier les données |
| Bruille-Saint-Amand                          | 59114      | CA de la Porte du Hainaut | 7,88             | 1 693 (2022)                      | 215                | modifier les données · modifier les données |
| Château-l'Abbaye                             | 59144      | CA de la Porte du Hainaut | 4,41             | 886 (2022)                        | 201                | modifier les données · modifier les données |
| Flines-lès-Mortagne                          | 59238      | CA de la Porte du Hainaut | 14,45            | 1 667 (2022)                      | 115                | modifier les données · modifier les données |
| Hasnon                                       | 59284      | CA de la Porte du Hainaut | 12,74            | 3 853 (2022)                      | 302                | modifier les données · modifier les données |
| Hélesmes                                     | 59297      | CA de la Porte du Hainaut | 7,36             | 1 905 (2022)                      | 259                | modifier les données · modifier les données |
| Lecelles                                     | 59335      | CA de la Porte du Hainaut | 16,24            | 3 048 (2022)                      | 188                | modifier les données · modifier les données |
| Maulde                                       | 59393      | CA de la Porte du Hainaut | 5,18             | 955 (2022)                        | 184                | modifier les données · modifier les données |
| Millonfosse                                  | 59403      | CA de la Porte du Hainaut | 3,48             | 708 (2022)                        | 203                | modifier les données · modifier les données |
| Mortagne-du-Nord                             | 59418      | CA de la Porte du Hainaut | 2,18             | 1 581 (2022)                      | 725                | modifier les données · modifier les données |
| Nivelle                                      | 59434      | CA de la Porte du Hainaut | 5,92             | 1 393 (2022)                      | 235                | modifier les données · modifier les données |
| Raismes                                      | 59491      | CA de la Porte du Hainaut | 33,31            | 12 140 (2022)                     | 364                | modifier les données · modifier les données |
| Rosult                                       | 59511      | CA de la Porte du Hainaut | 8,16             | 1 997 (2022)                      | 245                | modifier les données · modifier les données |
| Rumegies                                     | 59519      | CA de la Porte du Hainaut | 7,71             | 1 738 (2022)                      | 225                | modifier les données · modifier les données |
| Sars-et-Rosières                             | 59554      | CA de la Porte du Hainaut | 2,60             | 613 (2022)                        | 236                | modifier les données · modifier les données |
| Thun-Saint-Amand                             | 59594      | CA de la Porte du Hainaut | 3,71             | 1 102 (2022)                      | 297                | modifier les données · modifier les données |
| Wallers                                      | 59632      | CA de la Porte du Hainaut | 20,89            | 5 618 (2022)                      | 269                | modifier les données · modifier les données |
| Canton de Saint-Amand-les-Eaux               | 5934       |                           | 196,04           | 58 047 (2022)                     | 296                | modifier les données                        |

## Démographie
En 2022, le canton comptait 58 047 habitants, en évolution de −0,3 % par rapport à 2016 (Nord : +0,51 %, France hors Mayotte : +2,11 %).
| 2013   | 2018   | 2022   |
| ------ | ------ | ------ |
| 58 388 | 58 180 | 58 047 |